# Dipterocarpus conformis
Dipterocarpus conformis — вид тропических деревьев рода Диптерокарпус семейства Диптерокарповые.
Существуют два подвида: Dipterocarpus conformis conformis, распространённый на северной Суматре, в провинции Ачех и Dipterocarpus conformis borneensis, встречающийся на Калимантане. Высокое вечнозелёное дерево, ствол достигает в высоту 50 метров. Произрастает в смешанных диптерокарповых лесах на глинистых почвах. Латинское видовое название (conformis = подобная форма) указывает на сходство этого вида с Dipterocarpus concavus и Dipterocarpus confertus.